# بشرى جرار
بشرى جرار (بالفرنسية: Bouchra Jarrar)‏ (14 نوفمبر 1970، كان) هي مصممة أزياء فرنسية.
تنحدر من عائلة ذات أصول مغربية. عندما أتمّت عامها الحادي والعشرين انتقلت إلى باريس، حيث تلقّت دروساً في (École Duperré) لتتخرج منها بعد ثلاث سنوات.
بدأت بشرى العمل في شركة بالينسياغا سنة 1996، واستمرّت لمدة عشر سنوات، ثم انتقلت إلى شركة (Scherrer)، لتحصل على وظيفة مديرة استديو الكوتور لدى دار لاكروا. لاحقاً قررت التوقف عن العمل كإدراية في الدور العالمية، وتطلق ماركتها الخاصة التي حملت اسمها. حيث بدأت العمل سريعاً على مجموعتها الأولى، وعرضتها على خلال أسبوع الهوت كوتور، وفي غضون سنوات قليلة صارت بشرى ذات ثقل معنوي ومادي في عالم الموضة سواء في الكوتور أوالألبسة الجاهزة.
فقد دخلت إلى روزنامة الكوتور بطريقة رسمية في وقت سريع نسبيا، وتحولت في العام 2013 إلى عضو دائم فيها.

## روابط خارجية
- قالب:Img نيويورك تايمز، المحرر (2012). "Photos of The Moment : Bouchra Jarrar". nytimes.com. Women's Fashion. مؤرشف من الأصل في 2019-09-30. اطلع عليه بتاريخ 2012-09-15.
- قالب:Vid Olivier Saillard, رواج باريس  [لغات أخرى]‏، المحرر (2012). "Olivier Saillard parle de Bouchra Jarrar". dailymotion.com. مؤرشف من الأصل في 2016-03-03. اطلع عليه بتاريخ 2012-09-15.{{استشهاد ويب}}:  صيانة الاستشهاد: أسماء عددية: قائمة المحررين (link) صيانة الاستشهاد: أسماء متعددة: قائمة المحررين (link) صيانة الاستشهاد: علامات ترقيم زائدة (link)
- Xavier de Jarcy (2013). Télérama (ed.). "La mode d'aujourd'hui, c'est Bouchra Jarrar". telerama.fr (بالفرنسية). Archived from the original on 2016-03-04. Retrieved 2013-02-03.
- Bouchra Jarrar, «bonne nouvelle» pour Lanvin sur ليبراسيون